# Plasmaschneider

Verfahrensprinzip des Plasma-Schmelzschneidens

Ein Plasmaschneider oder -brenner schneidet Metalle mittels eines Plasmas, das durch einen elektrischen Lichtbogen erzeugt wird.

## Funktionsweise
Der Plasmaschneider besteht aus Stromquelle, Handstück, Massekabel, Stromzuleitung und Druckluftzuleitung. Ein Plasmaschneider erzeugt einen Lichtbogen zwischen einer Elektrode und dem Werkstück. Ein Plasma ist ein elektrisch leitfähiges Gas mit einer Temperatur von etwa 30.000 °C. Der Lichtbogen wird in der Regel mit einer Hochfrequenzzündung gezündet und am Austritt durch eine isolierte, in der Regel wassergekühlte Kupferdüse eingeschnürt. Einige Systeme verwenden auch die Lift-Arc-Zündung, die auch bei WIG-Schweißgeräten eingesetzt wird. Bei diesen Geräten wird der Brenner an der Schnittstelle auf das Werkstück aufgesetzt, und es fließt ein geringer Strom, der nicht ausreicht, den Brenner zu beschädigen. Der Gasstrom drückt den Brenner von der Werkstückoberfläche, der Lichtbogen zündet und die Elektronik der Schweißstromquelle erhöht den Strom auf die für den Schnitt erforderliche Stärke. Durch die hohe Energiedichte des Lichtbogens schmilzt das Metall und wird durch einen Gasstrahl weggeblasen, wodurch die Schnittfuge entsteht. Als Gas zum Ausblasen wird häufig Druckluft verwendet. Für eine bessere Schnittfuge werden auch Schutzgasgemische eingesetzt, welche eine Oxidation verhindern oder abschwächen. Charakteristisch für Plasmaschneidfugen ist eine Abrundung der Kante an der Eintrittsstelle.

Querschnitte der Schnittfugen beim Plasma-Schmelzschneiden, Laserschneiden und Autogenen Brennschneiden
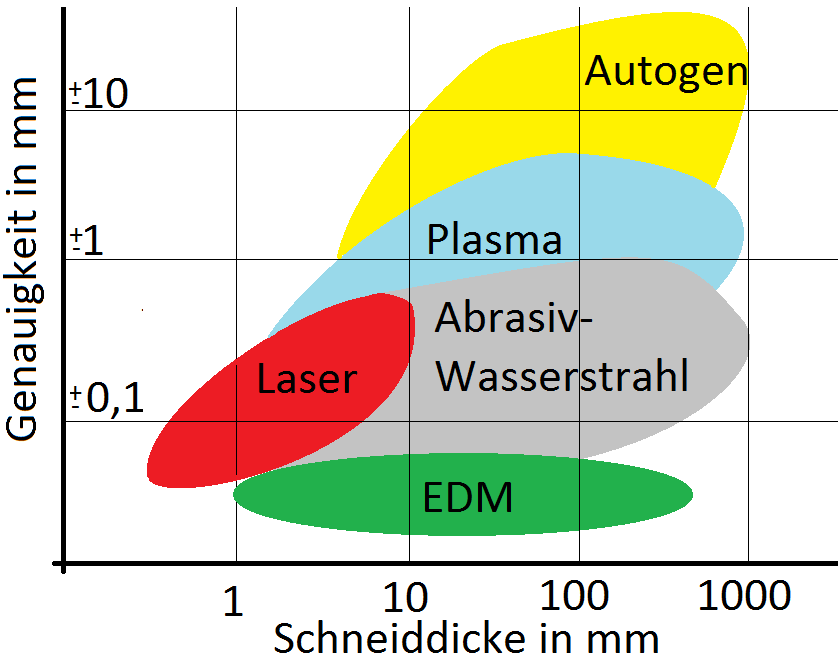
Genauigkeiten bei verschiedenen Blechdicken beim Autogenen Brennschneiden, Plasma-Schmelzschneiden, Wasserstrahlschneiden, Laserschneiden und Funkenerodieren (EDM)
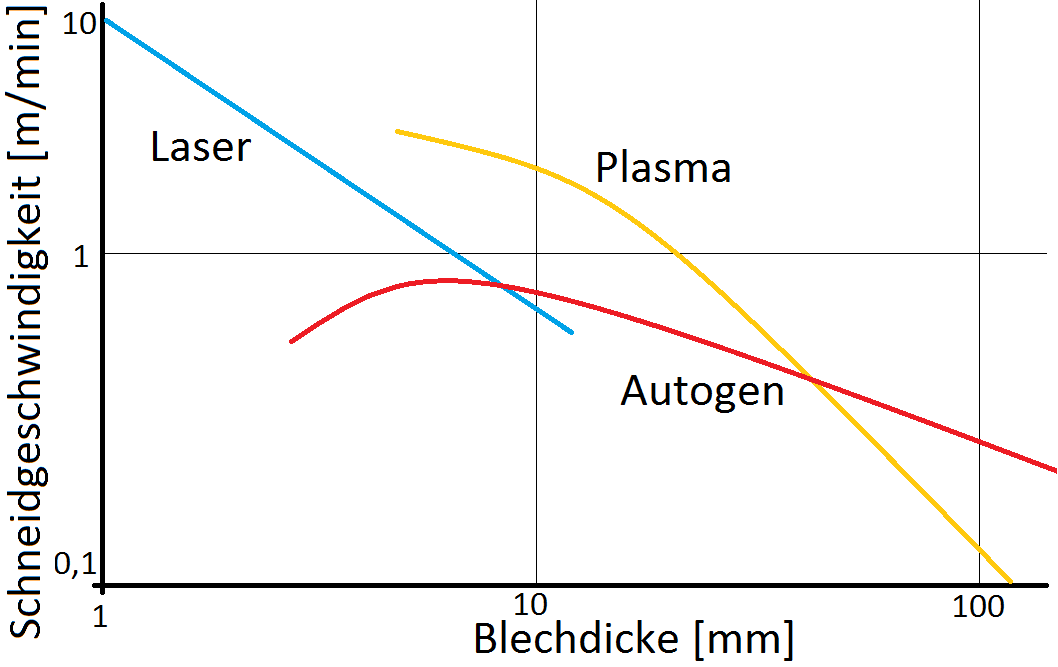
Schneidgeschwindigkeiten beim Autogenen Brennschneiden, Laserschneiden und Plasma-Schmelzschneiden

## Anwendung in der Industrie
In der Metallverarbeitung werden hand- oder maschinell geführte Plasmaschneider eingesetzt. In Abhängigkeit von der Stromstärke können elektrisch leitende Werkstoffe mit bis zu 200 mm Werkstückdicke getrennt werden. Gängige Handplasmaanlagen haben bis 120 Ampere Stromstärke, bei den stärkeren maschinell geführten Plasmaschneidsystemen kann die Stromstärke beim bis zu Zehnfachen dieses Werts liegen. Übliche Anlagen arbeiten mit etwa 300 Ampere und können damit 70 mm Schwarzblech durchstechen. Bei der heutigen Plasmatechnik wird zwischen konventionellem Plasma-Schmelzschneiden und dem Präzisionsplasmaschneiden unterschieden. Beim Präzisionsplasmaschneiden werden Gratfreiheit der Schnittlinien, Winkeligkeit des Schnitts oder eine metallisch blanke Oberfläche als Kriterium angesetzt. Hierbei wird statt Druckluft technisches Gas eingesetzt, um eine bessere Schnittqualität zu erreichen, welche der Qualität des Laserschneidens nahekommt. Die Vorteile gegenüber dem autogenen Brennschneiden bei CNC-Plasmaschneidanlagen liegen hauptsächlich in der etwa viermal so hohen Schnittgeschwindigkeit und in dem wegen der hohen Energiedichte geringeren Wärmeverzug. Außerdem können Plasmaschneider praktisch alle Metalle schneiden, während autogenes Brennschneiden weitgehend auf Baustähle beschränkt ist.

## Anwendung im Rettungswesen

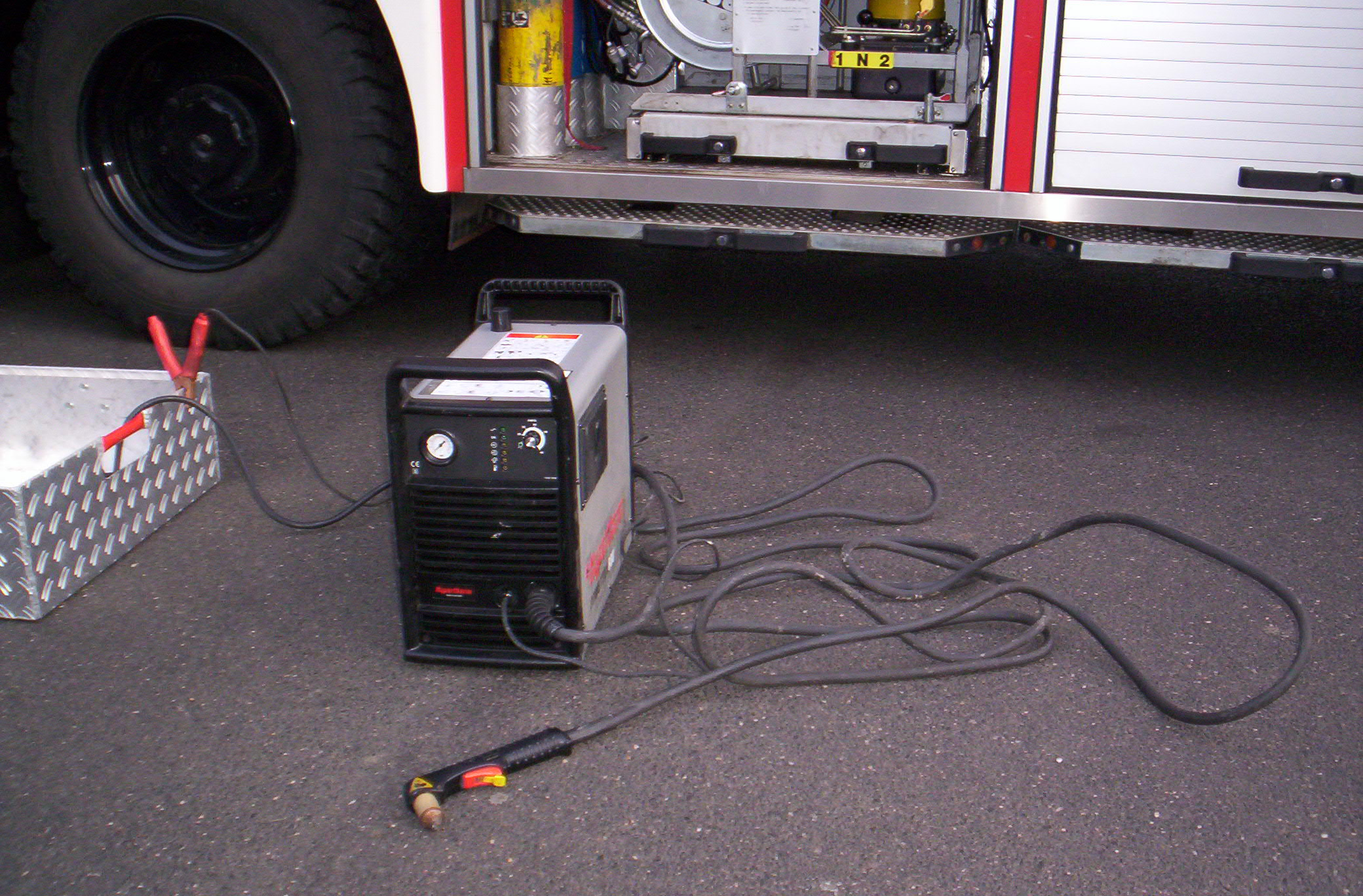
Plasmaschneider der Feuerwehr

Der ursprünglich für industriellen Einsatz entwickelte Plasmaschneider wird in einer mobilen Variante auch in der Technischen Nothilfe, zum Beispiel von der Feuerwehr und dem THW, eingesetzt. Können ein hydraulischer Rettungssatz mit Spreizer und Schneidgerät aus Platzmangel nicht eingesetzt werden oder verbietet sich der Gebrauch eines Schneidbrenners aufgrund seiner schwierigen Handhabung und erheblichen thermischen Ausbreitung, stellt der Plasmaschneider eine ideale Alternative dar. Die geringere thermische Ausbreitung ermöglicht es, näher an Personen zu arbeiten. Es ist nicht möglich, ein hydraulisches Schneidgerät an gehärtetem Stahl einzusetzen, wie er in der Lenksäule und im Querlenker verwendet wird. Dort kommt deshalb häufig der Plasmaschneider zum Einsatz. Die verwendeten Geräte erreichen im Allgemeinen eine Stromstärke bis 60 A.